# Dominique Pestre
 (août 2022).
Dominique Pestre, né en 1950, est un historien des sciences français. Il est directeur d'études à l'École des hautes études en sciences sociales (EHESS).

## Biographie
Ancien professeur de sciences physiques, Dominique Pestre a dirigé le Centre de recherche en histoire des sciences et des techniques de La Villette puis le Centre Alexandre-Koyré (CNRS-EHESS). Ses travaux portent notamment sur l'histoire des sciences et technologies, les grands systèmes scientifiques du XXe siècle, le rapport entre les sciences et le monde militaire et l'étude des savoirs sur les sciences qui se sont développés depuis les années 1950 comme l'étude des controverses scientifiques, les Science studies et la sociologie des sciences, plein de thèmes généraux.
Il a été responsable de la rédaction de l'ouvrage Science in the XXth Century et conseiller scientifique du Dictionnaire culturel des sciences. Également auteur d'ouvrages sur la physique en France au XXe siècle (il s'est intéressé en particulier à Louis Néel), il est coauteur d'une Histoire du Centre européen de la recherche nucléaire et il préside le Comité pour l'histoire de l'armement (CHARME).
Dans ses derniers travaux, il s'intéresse aux rapports entre politique, marchés et productions des savoirs.

## Publications
- Physique et physiciens en France (1918-1940), Paris, Éditions des Archives contemporaines, 1985, 1992.
- Louis Néel, le magnétisme et Grenoble, récit de la création d'un empire physicien dans la province française (1940-1965), Paris, Éditions du CNRS, « Cahiers pour l'histoire du CNRS », numéro 8, 1990.
- (en) John Krige (éd.), Science in the twentieth century, Australia, Canada, China, etc., Harwood academic publ., 1997.
- Dominique Pestre et Michel Atten, Heinrich Hertz, l'administration de la preuve, Paris, Presses universitaires de France, 2002.
- Sciences, argent et politique, un essai d'interprétation, une conférence-débat organisée par le groupe Sciences en questions, Paris, INRA, 22 novembre 2001, Institut de la recherche agronomique, 2003.
- Amy Dahan-Dalmedico (dir.), Les sciences pour la guerre (1940-1960), Paris, Éditions de l'École des hautes études en sciences sociales, 2004.
- (dir.), Deux siècles d'histoire de l'armement en France. De Gribeauval à la force de frappe, Paris, Éditions du CNRS, 2005.
- Introduction aux Science Studies, Paris, La Découverte, 2006.
- Historical Perspectives on Sciences, Society and the Political, Report to the Science, Economy and Society Directorate, European Commission, 143 pages ; publié la même année par la Commission européenne sous le titre Science, Society and Politics : Knowledge Societies from a Historical Perspective, 2007.
- Dominique Pestre (dir.), Sciences, Technologies, Savoirs en sociétés, Science et devenir de l’homme, 57/58, numéro spécial, 2008.
- A contre-science: politiques et savoirs des sociétés contemporaines, Paris, Seuil, 2013.
- Dominique Pestre (dir.), Histoire des sciences et des savoirs, Paris, Seuil, 3 tomes : 1, De la Renaissance aux Lumières, sous la dir. de Stéphane Van Damme ; 2, Modernité et globalisation, sous la dir. de Kapil Raj et Otto Sibum ; 3, Le siècle des technosciences (depuis 1914), sous la dir. de Christophe Bonneuil et Dominique Pestre, 2015.

## Récompenses
Médaille Marc-Auguste Pictet 2023 de la Société de physique et d'histoire naturelle de Genève.